# Benoît Lutgen
Pour les articles homonymes, voir Lutgen.
Benoît M.A.J. Lutgen, né à Bastogne le 10 mars 1970, est un homme politique belge francophone, membre du Centre démocrate humaniste dont il est le président de 2011 à 2019. Il est Ministre wallon des Travaux publics, de l’Agriculture, de la Ruralité, de la Nature, de la Forêt et du Patrimoine de 2009 à 2011. Il est bourgmestre de Bastogne depuis 2012.
Il est un des fils de l'ancien ministre Guy Lutgen et le frère de Jean-Pierre Lutgen, Président Directeur-général de l'ICE Group.

## Biographie

### Formation et parcours professionnel
Après un court séjour au Royaume-Uni, Benoît Lutgen devient responsable des suivis et des planifications de productions au sein de l'entreprise Unilever à Marche-en-Famenne.
En 1997, il se lance dans le domaine de la communication comme indépendant. Coordinateur de la campagne électorale du Parti social-chrétien (PSC) dans la province de Luxembourg dans les années 1998-1999, il devient Secrétaire général du PSC en 2001. Il participe à la transformation du PSC (qui devient le cdH, le 18 mai 2002).

### Parcours politique
En 2003, il se présente, pour la première fois, aux élections fédérales. Directeur national de la campagne du cdH et candidat au Sénat (5e suppléant), il obtient 22 484 voix de préférence. Il devient alors administrateur-délégué du Centre Permanent pour la Citoyenneté et la Participation, asbl d'éducation permanente liée au cdH.
L'année suivante, à nouveau directeur national de la campagne cdH, Benoît Lutgen se présente, cette fois, aux élections régionales et européennes. Il obtient respectivement 10 018 et 31 942 voix de préférence et devient, à 34 ans, Ministre wallon de l'Agriculture, de la Ruralité, de l'Environnement et du Tourisme (le 19 juillet 2004).
Lors des élections fédérales en juin 2007, il se présente à la Chambre dans la circonscription de la province de Luxembourg. Il obtient 24 331 voix de préférence mais demeure Ministre au gouvernement wallon.
À la suite des élections régionales de juin 2009, il reste Ministre wallon avec pour compétences les Équipements, l'Agriculture, la Ruralité, le Patrimoine et la Conservation de la nature.
Le 11 décembre 2009, il est élu, conjointement avec Joëlle Milquet, à la présidence du cdH avec 87 % des voix.
Le 1er septembre 2011, il succède à Joëlle Milquet et devient président du cdH. Quelques semaines après, il se déclare aussi officiellement candidat au poste de bourgmestre de Bastogne en vue des élections communales d'octobre 2012.
À la suite de son accession à la présidence de son parti, Benoît Lutgen quitte son poste de ministre, le 15 décembre 2011, et est remplacé par Carlo Di Antonio au sein du gouvernement wallon. À la suite des élections communales de 2012, il devient bourgmestre de Bastogne. Le 19 juin 2017, Benoît Lutgen, président du centre démocrate humaniste (cdH), retire sa confiance accordée aux gouvernements Bruxellois, Wallon et celui de la Communauté française à la suite de différents scandales au sein du Parti socialiste (Affaire du Samusocial).
Lors des élections communales de 2018 à Bastogne, son duel avec son frère Jean-Pierre, qui se présente sur une liste concurrente, défraye la chronique. Benoît Lutgen est cependant réélu haut la main au poste de bourgmestre.  
Benoît Lutgen annonce quitter la présidence du cdH le 15 janvier 2019, il soutient la candidature du bourgmestre de Namur, Maxime Prévôt, à ce poste.  
Il est élu député à la Chambre des représentants à la suite des élections législatives fédérales belges de 2024.  

## Thèmes de campagne

### Les villes nouvelles
Pour faire face à la croissance démographique, en Wallonie, Benoît Lutgen se prononce en faveur de la création de villes nouvelles, à l'instar de ce qui s'est fait pour Louvain-la-Neuve.

## Mandats
- 2004 - 2009: ministre wallon de l’Agriculture, de la Ruralité, de l’Environnement et du Tourisme
- 2009 - 2011: ministre wallon des Travaux publics, de l’Agriculture, de la Ruralité, de la Nature, de la Forêt et du Patrimoine
- 2011 - 2019: président du Centre démocrate humaniste
- 2013 - : bourgmestre de Bastogne
- 2019 - 2024 : député européen
- 2024 - : député fédéral

## Résultats électoraux
- Voix de préférence aux élections :
  - 2003 - Fédérales (circ. de Luxembourg): 22.484 voix
  - 2004 - Régionales (circ. de Luxembourg) :10.018 voix
  - 2004 - Européennes: 31.942 voix
  - 2007 - Fédérales (circ. de Luxembourg): 24.331 voix
  - 2009 - Régionales (circ. de Luxembourg): 19.607 voix (21,0 %)
  - 2010 - Fédérales (circ. de Luxembourg): 33.038 voix
  - 2012 - Communales (Bastogne): 4.548 voix
  - 2018 - Communales (Bastogne): 4.960 voix

## Décoration
- Grand officier de l'ordre de Léopold (2019)[11].